# Kanton Barbezieux-Saint-Hilaire
Kanton Barbezieux-Saint-Hilaire (fr. Canton de Barbezieux-Saint-Hilaire) je francouzský kanton v departementu Charente v regionu Poitou-Charentes. Skládá se ze 17 obcí.

## Obce kantonu
- Angeduc
- Barbezieux-Saint-Hilaire
- Barret
- Berneuil
- Brie-sous-Barbezieux
- Challignac
- Guimps
- Lachaise
- Ladiville
- Lagarde-sur-le-Né
- Montchaude
- Saint-Aulais-la-Chapelle
- Saint-Bonnet
- Saint-Médard
- Saint-Palais-du-Né
- Salles-de-Barbezieux
- Vignolles